# AFC Women’s Champions League 2025/26
Die AFC Women’s Champions League 2025/26 wird die zweite Spielzeit des wichtigsten asiatischen Wettbewerbs für Vereinsmannschaften im Frauenfußball unter dieser Bezeichnung und die sechste insgesamt sein. Am Wettbewerb nehmen in dieser Saison 26 Klubs aus 26 Landesverbänden der AFC teil. Die Saison soll mit der Qualifikationsrunde am 23. August 2025 beginnen und mit dem Finale am 23. Mai 2026 enden.

## Qualifikation
Wie seit der Vorsaison üblich sind alle 47 Mitgliederverbände der AFC startberechtigt. Die Teilnehmer wurden anhand der Rangliste für Frauen-Vereinswettbewerbe geordnet, die sich aus den Ergebnissen der Vorsaison und den Platzierungen der Landesverbänden in der FIFA-Weltrangliste von März 2025 zusammensetzt. Während die so ermittelten besten sechs Mannschaften direkt in die Gruppenphase kommen, müssen sich die restlichen Vereine erst qualifizieren.
Die Auslosung fand am 3. Juli 2025 in der malaysischen Hauptstadt Kuala Lumpur statt. Die 19 Teilnehmer wurden in vier Töpfe eingeteilt und in eine Dreier- und vier Vierergruppen gelost. Jede der fünf Gruppen wird an einem zentralen Ort ausgetragen. So findet Gruppe 1 in Rangun (Myanmar), Gruppe 2 in Qarshi (Usbekistan), Gruppe 3 in Krubong (Malaysia), Gruppe 4 in Vientiane (Laos) und Gruppe 5 in Phnom Penh (Kambodscha) statt. Die jeweiligen Gruppenersten und der beste Gruppenzweite erreichen die Gruppenphase, die restlichen Mannschaften scheiden aus dem Wettbewerb aus.

### Gruppe 1
| Pl. | Verein          | Sp. | S | U | N | Tore    | Diff. | Punkte |
| --- | --------------- | --- | - | - | - | ------- | ----- | ------ |
| 1.  | Stallion Laguna | 0   | 0 | 0 | 0 | 000:000 | ±0    | 0      |
| 1.  | ISPE FC         | 0   | 0 | 0 | 0 | 000:000 | ±0    | 0      |
| 1.  | Strykers FC     | 0   | 0 | 0 | 0 | 000:000 | ±0    | 0      |
| 1.  | Khovd Western   | 0   | 0 | 0 | 0 | 000:000 | ±0    | 0      |

| 25. August 2025 |  |                 |                              |
| ISPE FC         |  | Strykers FC     | Thuwanna-Stadion (in Rangun) |
| Stallion Laguna |  | Khovd Western   | Thuwanna-Stadion (in Rangun) |
| 28. August 2025 |  |                 |                              |
| Khovd Western   |  | ISPE FC         | Thuwanna-Stadion (in Rangun) |
| Strykers FC     |  | Stallion Laguna | Thuwanna-Stadion (in Rangun) |
| 31. August 2025 |  |                 |                              |
| Stallion Laguna |  | ISPE FC         | Thuwanna-Stadion (in Rangun) |
| Strykers FC     |  | Khovd Western   | Thuwanna-Stadion (in Rangun) |

### Gruppe 2
| Pl. | Verein                    | Sp. | S | U | N | Tore    | Diff. | Punkte |
| --- | ------------------------- | --- | - | - | - | ------- | ----- | ------ |
| 1.  | College of Asian Scholars | 0   | 0 | 0 | 0 | 000:000 | ±0    | 0      |
| 1.  | Nasaf Karschi             | 0   | 0 | 0 | 0 | 000:000 | ±0    | 0      |
| 1.  | APF FC                    | 0   | 0 | 0 | 0 | 000:000 | ±0    | 0      |
| 1.  | al-Nassr FC               | 0   | 0 | 0 | 0 | 000:000 | ±0    | 0      |

| 25. August 2025           |  |                           |                                   |
| College of Asian Scholars |  | al-Nassr FC               | Zentralstadion Qarshi (in Qarshi) |
| Nasaf Karschi             |  | APF FC                    | Zentralstadion Qarshi (in Qarshi) |
| 28. August 2025           |  |                           |                                   |
| APF FC                    |  | College of Asian Scholars | Zentralstadion Qarshi (in Qarshi) |
| al-Nassr FC               |  | Nasaf Karschi             | Zentralstadion Qarshi (in Qarshi) |
| 31. August 2025           |  |                           |                                   |
| APF FC                    |  | al-Nassr FC               | Zentralstadion Qarshi (in Qarshi) |
| College of Asian Scholars |  | Nasaf Karschi             | Zentralstadion Qarshi (in Qarshi) |

### Gruppe 3
| Pl. | Verein            | Sp. | S | U | N | Tore    | Diff. | Punkte |
| --- | ----------------- | --- | - | - | - | ------- | ----- | ------ |
| 1.  | Kelana United     | 0   | 0 | 0 | 0 | 000:000 | ±0    | 0      |
| 1.  | Etihad Club       | 0   | 0 | 0 | 0 | 000:000 | ±0    | 0      |
| 1.  | Lion City Sailors | 0   | 0 | 0 | 0 | 000:000 | ±0    | 0      |
| 1.  | Asiagoal Bischkek | 0   | 0 | 0 | 0 | 000:000 | ±0    | 0      |

| 25. August 2025   |  |                   |                                 |
| Etihad Club       |  | Lion City Sailors | Hang Jebat Stadium (in Krubong) |
| Kelana United     |  | Asiagoal Bischkek | Hang Jebat Stadium (in Krubong) |
| 28. August 2025   |  |                   |                                 |
| Asiagoal Bischkek |  | Etihad Club       | Hang Jebat Stadium (in Krubong) |
| Lion City Sailors |  | Kelana United     | Hang Jebat Stadium (in Krubong) |
| 31. August 2025   |  |                   |                                 |
| Lion City Sailors |  | Asiagoal Bischkek | Hang Jebat Stadium (in Krubong) |
| Kelana United     |  | Etihad Club       | Hang Jebat Stadium (in Krubong) |

### Gruppe 4
| Pl. | Verein                   | Sp. | S | U | N | Tore    | Diff. | Punkte |
| --- | ------------------------ | --- | - | - | - | ------- | ----- | ------ |
| 1.  | Kaohsiung Attackers      | 0   | 0 | 0 | 0 | 000:000 | ±0    | 0      |
| 1.  | Naegohyang SC            | 0   | 0 | 0 | 0 | 000:000 | ±0    | 0      |
| 1.  | Master 7 FC              | 0   | 0 | 0 | 0 | 000:000 | ±0    | 0      |
| 1.  | Royal Thimphu College FC | 0   | 0 | 0 | 0 | 000:000 | ±0    | 0      |

| 25. August 2025          |  |                          |                                      |
| Kaohsiung Attackers      |  | Royal Thimphu College FC | Neues Nationalstadion (in Vientiane) |
| Naegohyang SC            |  | Master 7 FC              | Neues Nationalstadion (in Vientiane) |
| 28. August 2025          |  |                          |                                      |
| Royal Thimphu College FC |  | Naegohyang SC            | Neues Nationalstadion (in Vientiane) |
| Master 7 FC              |  | Kaohsiung Attackers      | Neues Nationalstadion (in Vientiane) |
| 31. August 2025          |  |                          |                                      |
| Kaohsiung Attackers      |  | Naegohyang SC            | Neues Nationalstadion (in Vientiane) |
| Master 7 FC              |  | Royal Thimphu College FC | Neues Nationalstadion (in Vientiane) |

### Gruppe 5
| Pl. | Verein           | Sp. | S | U | N | Tore    | Diff. | Punkte |
| --- | ---------------- | --- | - | - | - | ------- | ----- | ------ |
| 1.  | East Bengal FC   | 0   | 0 | 0 | 0 | 000:000 | ±0    | 0      |
| 1.  | Kitchee SC       | 0   | 0 | 0 | 0 | 000:000 | ±0    | 0      |
| 1.  | Phnom Penh Crown | 0   | 0 | 0 | 0 | 000:000 | ±0    | 0      |

| 25. August 2025  |  |                  |                                                |
| Phnom Penh Crown |  | East Bengal FC   | Morodok Techo National Stadium (in Phnom Penh) |
| 28. August 2025  |  |                  |                                                |
| Kitchee SC       |  | Phnom Penh Crown | Morodok Techo National Stadium (in Phnom Penh) |
| 31. August 2025  |  |                  |                                                |
| East Bengal FC   |  | Kitchee SC       | Morodok Techo National Stadium (in Phnom Penh) |

### Tabelle der Gruppenzweiten
Um alle Gruppenzweiten vergleichbar zu machen, werden in den Vierergruppen die Spiele des Gruppenzweiten gegen den Gruppenletzten nicht berücksichtigt.
| Pl. | Verein | Sp. | S | U | N | Tore    | Diff. | Punkte | Gruppe |
| --- | ------ | --- | - | - | - | ------- | ----- | ------ | ------ |
| 1.  |        | 0   | 0 | 0 | 0 | 000:000 | ±0    | 0      | 1      |
| 1.  |        | 0   | 0 | 0 | 0 | 000:000 | ±0    | 0      | 2      |
| 1.  |        | 0   | 0 | 0 | 0 | 000:000 | ±0    | 0      | 3      |
| 1.  |        | 0   | 0 | 0 | 0 | 000:000 | ±0    | 0      | 4      |
| 1.  |        | 0   | 0 | 0 | 0 | 000:000 | ±0    | 0      | 5      |

## Gruppenphase
An der Gruppenphase nehmen wie seit der Vorsaison üblich zwölf Mannschaften teil. Sechs Mannschaften sind direkt qualifiziert, dazu kommen noch die fünf Gruppenersten und der beste Gruppenzweite der Qualifikationsrunde. Die Auslosung soll am 19. September 2025 stattfinden. Dabei werden die Mannschaften nach der Rangliste für Frauen-Vereinswettbewerbe in drei Töpfe eingeteilt und in drei Vierergruppen gelost.
Teilnehmer sind:
- Melbourne City FC
- Suwon FC
- Nippon TV Beleza
- Wuhan Jianghan University FC
- Hồ Chí Minh City FC
- Bam Khatoon
- 5 Gruppenersten der Qualifikation
- Bester Zweitplatzierter der Qualifikation